# Corrinoïde

Numérotation conventionnelle des atomes du noyau corrine. Noter l'absence d'atome numéroté 20 par cohérence avec la numérotation des atomes du noyau des porphyrines.

Substituants de la cobalamine (vitamine B_{12}).

Un corrinoïde est un macrocycle reposant structurellement sur le noyau corrine, un tétrapyrrole voisin de la porphine. Les corrinoïdes les plus connus sont les formes de la vitamine B12 (cobalamine) : cyanocobalamine, hydroxocobalamine, méthylcobalamine et adénosylcobalamine, les deux premières étant les formes stables.
D'autres corrinoïdes remarquables sont par exemple :
- l'acide cobyrinique, qui constitue une partie de la structure de la cobalamine, et le cobyrinamide, son hexa-amide,
- l'acide cobinique et son hexa-amide le cobinamide,
- l'acide cobamique et son hexa-amide le cobamide.